# イスラム世界の便所マナー
本項では、イスラム世界の便所マナーについて記述する。
イスラム教の教義は、便所に行く際の個人衛生に関する特別な規則を与えている。この規則は「Qadaa' al-Haajah」として知られている。便所で用を足す際には、いかなる物であっても摂取することは堅く禁止されている。
掌性の問題、例えば便所において右手と左手どちらを用いるべきか、どちらの足から入りどちらの足から退出するべきかといった事柄はハディース（イスラム教の慣行）に由来する。クルアーンが論じている唯一の問題は洗う手、特に5:6節で述べている、便所に赴く際に洗う手に関してである。

## 規則
ムスリムはまず最初に淀んだ水がある場所や、人通りから離れた適当な場所を見つけなければならない。用を足すことが可能な場所を見つけた後は、キブラ（礼拝を行う方向）を避け、その場所に左足から入るのが良いとされている。
便所内にいる間は、声を発してはならない。挨拶や返答であったとしても、他人と会話をすることは大きく顰蹙を買うことになる。用をたす際は互いに会話を交わすことは不可能であるし、相手の用をたす場面を見ることも禁止されている 。また、用を足す際に生殖器に右手で触ることも禁じられている。
便所から退出する際には、右足から出て、「不潔から開放し安寧をもたらしてくれたアッラーを褒め称える」祈りを捧げることが推奨されている。これは正統派のユダヤ教徒が便所から退出する際に、用をたす穴を用意した神に感謝する祈りを捧げるAsher yatzarの概念に似ており、このような例はゾロアスター教の保守派にも見られる。ムハンマド・アル＝ブハーリーのハディースにおいても、預言者ムハンマドは便所に行く際は常に、「アッラーの御名のもとに、アッラーよ！私はあなたとともにあらゆる悪行や邪念から避難する場所を探している」と祈りを捧げたと報告されている。
なお、イスラム教では右手・右足そのものが神聖で左手・左足そのものが不浄・不潔・けがれという明確な規定は無いが、飲食や握手などの日常的行為や清浄（طهارة, ṭahārah ないしは ṭahāra, タハーラ）が求められる動作は右手で行いモスクに立ち入る時も右足から入る、便所では左足から入り左手を使って排泄を済ませるといった不浄（نجاسة, najāsah ないしは najāsa, ナジャーサ）と結びつくなど、右の優位性や右＝清浄、左＝不浄という二項対立が存在している。